# Visovac
Visovac egy sziget Horvátországban, a Krka folyó szurdokvölgyének kiszélesedő részén, melyet Visovac-tónak neveznek.

## Leírása
Visovac szigete autóval Skradintól 10 km-re található, csak hajóval közelíthető meg. Partvonalának hosszúsága 478 m, nagyjából 170-szer 120 méter méretű ovális alakú sziget. Délkeleti oldalán egy háromszög alakú, hosszúkás, sekély homokpad található. 
A szigeten található egy 17. századi templom és egy ferences kolostor. A komplexum legrégebbi fennmaradt részei a 14. századi kútkáva és a kolostor 15. századi részei.
A kolostor nagyon értékes könyvek, műalkotások és egyéb fontos dokumentumok gyűjteményét őrzi.

## Története
Visovac szigetét először 1345-ben említik írásos dokumentumban, amelyben Nagy Lajos király Rog szigetét és erődjét Budislav Ugrinićnek adományozta. Később a sziget az Utješinović családé lett. Ágoston-rendi remeték a 14. században a szigeten kis kolostort és Szent Pálnak szentelt gótikus templomot építettek. Kolostoruk oszlopai a 14. századi kúttal és kápolnával fennmaradtak. Az oszmán inváziótól való félelem miatt az Ágoston-rendiek 1440 körül hagyták el a szigetet, ahol 1445 körül a kreševói ferencesek telepedtek le. Skradin bukásával (1522) Visovac is oszmán fennhatóság alá került, a klisszai szandzsak része lett. A ferencesek a szigeten maradtak, onnan pedig Likától a Cetina vidékéig látták el a terület lelki szolgálatát. 1576-ban a kolostor és az Irgalmasság Anyja templom építésével a ferencesek megerősítették a Visovaci Szűzanya iránti odaadásukat. 
A kandiai háború (1645-69) alatt a szerzetesek segítették a velenceieket, így 1648-ban, a bosszútól tartva Šibenikben kerestek menedéket, majd 1672 után fokozatosan visszatértek a szigetre. Az 1669-es károlyvárosi békével Visovac velencei fennhatóság alá került. A 17. század végétől a kolostort több ütemben újították fel: 1694-ben a barokk templomot meghosszabbították (1725-ben megújították), 1700 és 1703 között a templom mellé megépült a kolostor egy része, 1715-ben és 1741-ben két új szárny épült, végleges négyszögletes formáját 1911-ben az új szárny építésével kapta. Az Osztrák–Magyar Monarchia összeomlásával a szigetet 1919-ben elfoglalták az olaszok. 
A két világháború közötti időszakban Olaszország és a Jugoszláv Királyság között oszlott meg. 1944-ben a sziget fölötti uralmat partizánok vették át. A második világháború alatt a kolostori közösség továbbra is a Legszentebb Megváltó Ferences Tartományon belül működött, gazdag művészeti, levéltári és könyvtári gyűjteményt őrizve. 
Az 1986-os földrengés után a templomot és a kolostort teljesen felújították. A horvátországi háború alatt ferencesek kaptak menedéket a szigeten, a rendi iskolát ideiglenesen bezárták, a biztonság érdekében értékes kulturális örökséget szállítottak el a szigetről. 1995 után helyreállt a kolostori élet, különös figyelmet fordítottak Visovac kulturális és művészeti örökségének helyreállítására.

## Fordítás
Ez a szócikk részben vagy egészben  a   Visovac című horvát Wikipédia-szócikk ezen változatának fordításán alapul.  Az eredeti cikk szerkesztőit annak laptörténete sorolja fel. Ez a jelzés csupán a megfogalmazás eredetét és a szerzői jogokat jelzi, nem szolgál a cikkben szereplő információk forrásmegjelöléseként.